# Santpous
Santpous, de vegades anomenat en singular, Santpou, és una partida rural del terme municipal de Conca de Dalt, dins del territori de l'antic terme d'Aramunt, al Pallars Jussà.
Està situada al nord-oest de les Eres d'Aramunt, al voltant de Casa Carlà. És al nord-oest del Serrat de Narçà, al nord-est de Cal Caputxí i a llevant de la Borda de l'Andreu, a llevant de la Carretera d'Aramunt. El seu nom està relacionat amb el del barranc de Sant Pou, situat una mica més al sud d'aquesta partida.
Consta d'unes 18,5 hectàrees (18,5990) de terres de conreu, amb predomini de les de secà, tot i que en conté algunes de regadiu.